# Vipoig
Vipoig, també conegut amb el nom de Uipoig namet, és un rei llegendari dels pictes, que hauria governat entre finals del segle iii i principis del IV.
Quatre de les llistes de la Crònica picta atorguen a Uipog namet un regnat de 30 anys, entre el de Breth mac Buthut i el de Canutulachama. Altres tres llistes confirmen aquesta durada del regnat, però la situen entre els reis Gartnaith i Fiacua albus. Joan de Fordun situa el seu govern entre Garnaith i un tal Blarehassereth. Més enllà d'aquestes divergències, Alfred P. Smyth subratlla que el seu nom s'aproxima al del magnat caledonès Uepogenus, la inscripció del qual es va trobar a Colchester, que data de començaments del segle iii.